# Panait Istrati

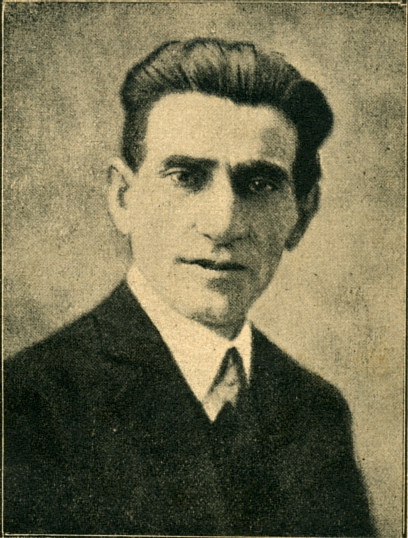
Panait Istrati

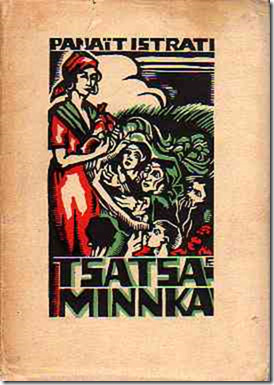
Boekband voor de Nederlandse vertaling van Tsatsa Minnka (ontwerp: Fré Cohen)

Panait Istrati, ook: Panaït Istrati (Brăila, 10 augustus 1884 - Boekarest, 18 april 1935) was een Roemeens schrijver. Hij schreef in het Frans en vertaalde zelf zijn werk in het Roemeens. De verteller Istrati werd wel de Gorki van de Balkan genoemd.

## Leven en werk
Istrati was de zoon van een Roemeense wasvrouw en van een Griekse smokkelaar die hij nooit gekend heeft. Hij groeide op in de buurt van de Donaustad Brăila, verliet zijn moeder op jonge leeftijd en leidde een zwerversbestaan, waarbij hij door grote delen van Europa en het Nabije Oosten trok en talloze beroepen uitoefende, van slotenmaker tot strandfotograaf. Tijdens de Eerste Wereldoorlog verbleef hij in Zwitserland, waar hij Frans leerde.
Na een zelfmoordpoging in 1921 werd hij te Nice in een ziekenhuis opgenomen, waar men in zijn jaszak een brief aantrof aan Romain Rolland, een invloedrijk auteur. Dit leidde tot een kennismaking, waarna Rolland hem stimuleerde schrijver te worden. Hij schreef het voorwoord bij Istrati's debuut, de roman Kyra Kyralina uit 1924, waarin hij de vergelijking met Gorki trok.
Kyra Kyralina werd gevolgd door drie nieuwe verhalen, die samen de cyclus Les récits d'Adrien Zograffi vormen, en een reeks andere romans, waaronder de vier boeken van de cyclus La vie d'Adrien Zograffi. Ook de boeken die buiten de Adrien Zograffi-cycli vallen zijn merendeels autobiografisch getint.
Istrati's hoofdpersonen vertoeven aan de zelfkant van de samenleving: Istrati was een sociaal geëngageerd schrijver die sympathie had voor het Sovjet-Russische communisme, totdat een reis naar de Sovjet-Unie, in het gezelschap van Nikos Kazantzakis, hem in 1928 de ogen opende. Zijn boek Vers l'autre flamme (1929) betekende een breuk met zijn linkse vrienden. Typerend voor deze evolutie is het antwoord dat Victor Serge uit zijn mond hoorde toen men de tol van de revolutie verantwoordde met het spreekwoord Je kan geen omelet maken zonder eieren te breken: "Goed, ik zie de gebroken eieren. Waar is jullie omelet?"
In 1930 keerde hij terug naar Roemenië, waar hij in 1935 in een sanatorium aan tbc overleed.

## Vertalingen en invloed
Behalve door zijn sociale engagement sloeg Istrati's werk ook aan door de exotische sfeer die het oproept. Veel van zijn boeken werden in het Nederlands vertaald, grotendeels door A.M. de Jong. De lezing van Les chardons de Baragan, een boek over een boerenopstand die in 1907 plaatsvond in de steppeachtige Bărăgan, was voor A. den Doolaard in 1928 aanleiding om zijn vaste baan om te ruilen voor een zwervend (schrijvers)bestaan.
Na de Tweede Wereldoorlog raakte Istrati enigszins in de vergetelheid. Wel verscheen er in 1980 een nieuwe Nederlandse vertaling van Kyra Kyralina, ditmaal op basis van de Roemeense versie.

## Verfilmingen
Les chardons de Baragan werd in 1958 verfilmd door Louis Daquin. Vijf jaar later verfilmde Henri Colpi Codine. Van Kyra Kyralina kwam in 1993 een Hongaars-Roemeens-Turkse filmproductie uit.

## Selectie van werken
In Nederlandse vertaling verschenen de volgende werken:
- Leven en sterven van oom Anghel, vert. door A.M. de Jong, 1927 (Oncle Anghel (Les récits d'Adrien Zograffi), 1925)
- Codine, vert. door A.M. de Jong, 1927 (Codine (Enfance d'Adrien Zograffi), 1926)
- Nerrantsoula, vert. door A.M. de Jong, 1928 (Le refrain de la fosse. Nerrantsoula, 1927)
- Kyra Kyralina, vertaald door A.M. de Jong, Kosmos, 1929 (Kyra Kyralina (Les récits d'Adrien Zograffi), 1924)
- De sponzenvisser, vert. door A.M. de Jong, 1930 (Le pêcheur d'éponges (La jeunesse d'Adrien Zograffi), 1930)
- Het licht aan de kim, vert. door Marie W. Vos, 1930 (Vers l’autre flamme, 1928)
- Tsatsa-Minnka, vert. door A.M. de Jong, 1931 (Tsatsa Minnka, 1930)
- De ondergang van het huis Thüringer, vert. door A.M. de Jong, 1933 (La maison Thüringer (Vie d'Adrien Zograffi), 1933)
- De distels van den Baragan, vert. door E. en M. van Rompaey-De Lannoy, Wereldbibliotheek, 1936 (Les chardons de Baragan, 1928)
- Het leven in, vertaald en ingeleid door Arnold Saalborn, Meulenhoff, z.j. [1937] (Mes départs, 1928)
- Kira Kiralina, vert. en nawoord van Liesbeth Ziedses des Plantes, Elsevier Manteau, 1980 (Kyra Kyralina (Les récits d'Adrien Zograffi), 1924)